# Premi Democràcia i Drets Humans d'Àsia
El Premi Democràcia i Drets Humans d'Àsia (Asia Democracy and Human Rights Award) és un guardó atorgat des del 2006 per la Fundació Taiwan per la Democràcia a individus o organitzacions que hagin realitzat importants contribucions mitjançant mitjans pacífics per al desenvolupament de la democràcia i els drets humans a Àsia. El premi es concedeix el desembre de cada any a Taipei durant una cerimònia especial.

## Guanyadors
| Any  | Nom                                                        | Esforç                                                                                                |
| ---- | ---------------------------------------------------------- | --- |
| 2006 | Reporters Sense Fronteres                                  | Organització líder de la llibertat de premsa internacional                                            |
| 2007 | Cynthia Maung                                              | Fundadora de la Clínica Mae Tao a la frontera entre Tailàndia i Myanmar                               |
| 2008 | Sima Samar                                                 | Portaveu de la Comissió Independent Afganesa pels Drets Humans i fundadora de l'Organització Shuhada. |
| 2009 | Kim Seong Min                                              | Fundador i director de Ràdio Lliure Corea del Nord                                                    |
| 2010 | Rescue Foundation                                          | Organització contra el tràfic de persones.                                                            |
| 2011 | Boat People SOS                                            | Lluitar contra el tràfic de persones, protegir els refugiats i desenvolupar les societats civils      |
| 2012 | ECPAT International                                        | Oposar-se al tràfic i a l'explotació sexual dels nens                                                 |
| 2013 | Grup Karen dels Drets Humans                               | Documentar abusos dels drets humans a Myanmar                                                         |
| 2014 | Centre pels Drets Humans i Desenvolupament                 | Defensar els drets humans a Sri Lanka                                                                 |
| 2015 | Sunita Danuwar                                             | Donar suport a les víctimes del tràfic de persones a Nepal                                            |
| 2016 | Asian Federation Against Involuntary Disappearances (AFAD) | Treballar per resoldre el problema de les desaparicions forçoses a Àsia                               |
| 2017 | Bersih 2.0                                                 | Organització regional que treballa en la reforma de les eleccions transparents i justes               |